# Стерки, Виктор
Виктор Стерки (Victor Sterki) — швейцарский малаколог, проживавший в США.

## Биография
Родился в Швейцарии в 1846 году. В 1873 году получил звание доктора медицины Бернского университета. Работал в качестве ассистента в разделе беспозвоночных в Музее естественной истории Карнеги с 1909 по 1933 год.
Малакологическая коллекция Стерки состояла из 4000 экземпляров Pupillidae и 12 000 Sphaeriidae. Обе коллекции хранятся в Музее естественной истории Карнеги.

## Работы
- «Beitr. zur Morphologie der Oxytrichinen» («Zeit. f. wiss. Zool.», 1878), а также мелкие заметки относительно инфузории. Ряд статей касательно фауны речных и наземных моллюсков, описание р. Vallonia («Proc. Akad. Philadelphia») и половых органов Unionidae.